# 佩恩鎮區 (密歇根州)
佩恩鎮區（英語：Penn Township）是位於美國密歇根州卡斯縣的一個行政鎮區。

## 地方資料
佩恩鎮區的面積為91.70平方千米，當中陸地面積為87.00平方千米，而水域面積為4.70平方千米。根據2020年美國人口普查的數據，當地共有人口1755人，而人口密度為每平方千米19.14人。